# فيضة الريشية
فيضة الريشية هو مركزٌ سعوديٌ تابعٌ لمحافظة ضرية التابعة لمنطقة القصيم، في المملكة العربية السعودية. المركز من الفئة (ب)، ورمزه 1880 حسب دليل الترميز الموحد للمناطق الإدارية بالمملكة العربية السعودية.
رئيس مركز فيضة الريشية هو نايف بركه عوض بن مدلج وسكانها هم ذوي ميزان من قبيلة مطير.